# Collat
Collat (okzitanisch gleichlautend) ist eine französische Gemeinde mit 74 Einwohnern (Stand: 1. Januar 2022). Sie liegt im Département Haute-Loire in der Region Auvergne-Rhône-Alpes (vor 2016 Auvergne) und gehört zum Arrondissement Brioude sowie zum Kanton Pays de Lafayette. 

## Geographie
Collat liegt etwa 38 Kilometer nordwestlich von Le Puy-en-Velay.

### Nachbargemeinden
Umgeben wird Collat von den Nachbargemeinden Montclard im Norden, Saint-Pal-de-Senouire im Osten und Nordosten, La Chapelle-Bertin im Südosten, Josat und Sainte-Marguerite im Süden, Chassagnes im Südwesten sowie Saint-Préjet-Armandon im Westen und Nordwesten.

## Bevölkerungsentwicklung
| Jahr                       | 1962 | 1968 | 1975 | 1982 | 1990 | 1999 | 2006 | 2017 |
| Einwohner                  | 187  | 175  | 157  | 124  | 96   | 80   | 84   | 78   |
| Quellen: Cassini und INSEE |      |      |      |      |      |      |      |      |

## Sehenswürdigkeiten
- Kirche Saint-Martial